# Trachypeplus
Trachypeplus is een geslacht van wantsen uit de familie van de Tingidae (Netwantsen). Het geslacht werd voor het eerst wetenschappelijk beschreven door Géza Horváth in 1926.

## Soorten
Het genus bevat de volgende soorten:

- Trachypeplus apistus Drake & Ruhoff, 1965
- Trachypeplus bakeri Drake, 1927
- Trachypeplus chinensis Drake & Poor, 1936
- Trachypeplus depressus Dang et al., 2013
- Trachypeplus elongatus Guilbert, 2007
- Trachypeplus fulgoris (Drake, 1937)
- Trachypeplus guinaicus Drake, 1960
- Trachypeplus idoneus Drake & Ruhoff, 1962
- Trachypeplus jacobsoni Horváth, 1926
- Trachypeplus jingae Dang et al., 2013
- Trachypeplus maae Guilbert & Guidoti, 2018
- Trachypeplus magnus Jing, 1981
- Trachypeplus malloti Drake & Poor, 1936
- Trachypeplus parafulgoris Dang et al., 2013
- Trachypeplus wapi Guilbert, 2007
- Trachypeplus yunnanus Jing, 1980